# 이경태 (축구 선수)
이경태(李京泰, 1995년 3월 2일 ~ )는 대한민국의 축구 선수로 포지션은 골키퍼이며 현재 K리그1 대전 하나 시티즌 소속이다.